# Charles-François Brisseau de Mirbel
Charles-François Brisseau de Mirbel (Parigi, 27 marzo 1776 – Champerret, 12 settembre 1854) è stato un botanico e politico francese.

## Biografia
All'età di 20 anni divenne aiuto naturalista presso il Museo nazionale di storia naturale di Francia, dove iniziò le sue ricerche al microscopio.

Nel 1802 pubblicò un importante "Trattato di anatomia e fisiologia vegetale", che gli valse la fama di "padre" della citologia, dell'istologia e della fisiologia vegetale. 

Nel 1803 ottenne il posto di Sovrintendente dei giardini al castello de la Malmaison, dove continuò i suoi studi sulla struttura delle piante e il loro sviluppo, e fece anche specifiche ricerche sulle Epatiche, in particolare sul genere Marchantia. 

Nel 1808 le sue pubblicazioni gli permisero di entrare a far parte dell'Accademia francese delle scienze e, parallelamente, di ricoprire la cattedra di Botanica presso l'Università della Sorbona.

Dopo la Restaurazione, il suo amico Elia Decazes, allora Ministro degli Interni, gli offrì la carica di Segretario generale, ma nel 1829 la caduta del governo mise fine alle sue ambizioni politiche. Ritornò così al Museo di Storia naturale come Direttore del Jardin des Plantes e Direttore della Cultura.

Nel 1823 aveva sposato Lizinska Aimée Zoé Rue, pittrice di miniature. 
Morì a Champerret (oggi Levallois-Perret) all'età di 78 anni.

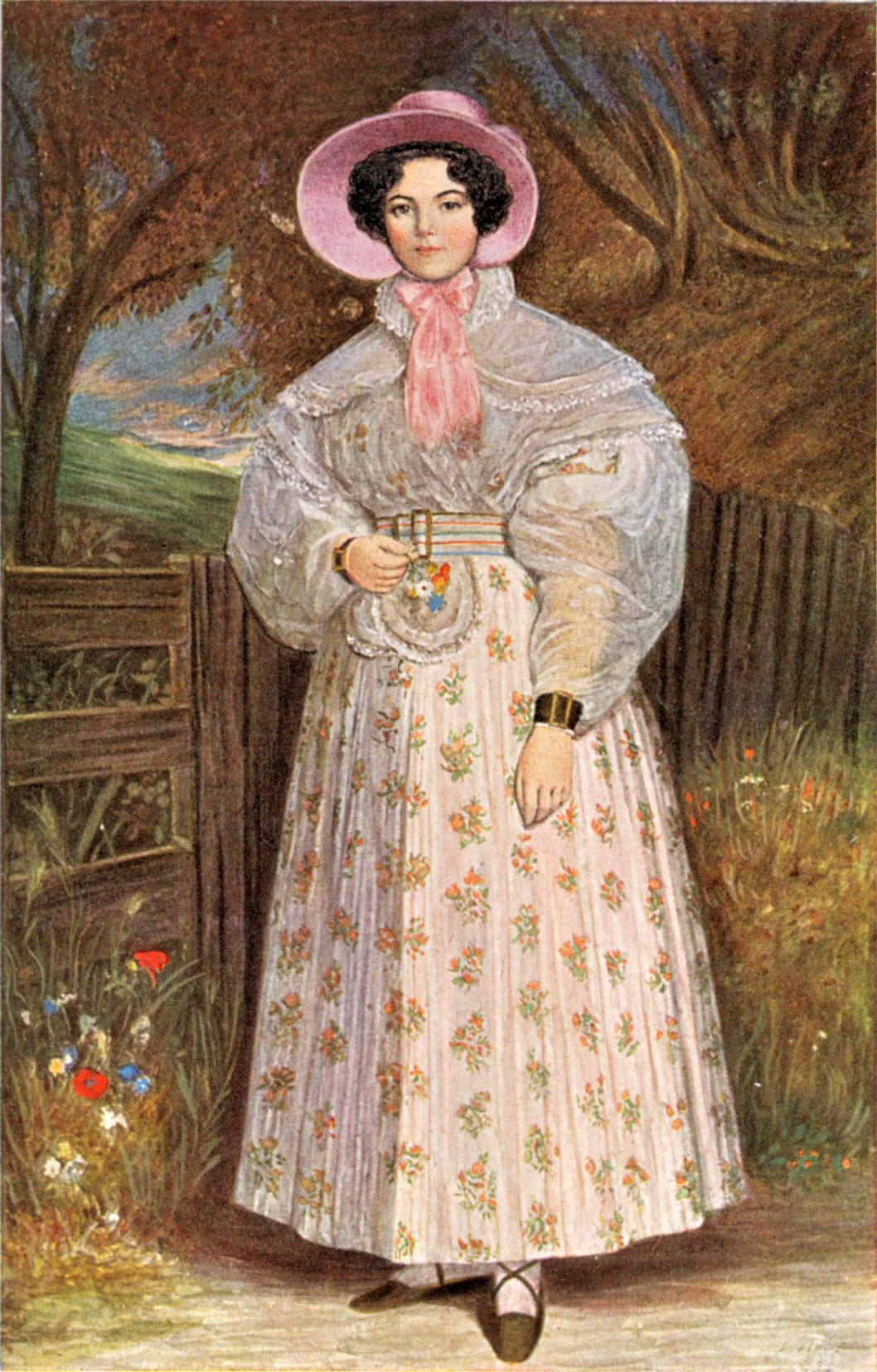
Lizinska Aimée Zoé Rue de Mirbel
Ritratto di Callande de Champmartin

## Attività scientifica
Oltre che eminente citologo, fu anche un noto dei muschi (briologo) e delle felci (pteridologo). I suoi studi al microscopio, nella cui pratica era abilissimo, furono fondamentali. Egli intuì che le cellule vegetali si trovano in tutto l'organismo e indagò, pertanto, sul loro processo di formazione e genesi. Ipotizzò quindi che le cellule prendessero forma in un liquido originario, come le cavità di una schiuma,  e che la susseguente coagulazione del liquido stesso formasse una rete continua di membrane: il tessuto cellulare. Formulò quindi la teoria secondo cui tutti i tessuti vegetali sono generati e modificati dal parenchima, o tessuto di supporto.

Nel 1809 asserì che ogni cellula vegetale è contenuta in una membrana continua: tale affermazione resterà un contributo fondamentale della citologia vegetale.

## Riconoscimenti
- Nel 1837 venne eletto membro straniero della Royal Society;
- In suo onore fu intitolato il genere botanico Mirbelia;
- Nel 1877 una parte della "Rue de l'Abbé de l'Épée", nel V arrondissement di Parigi, fu intitolata "Rue de Mirbel".

## Opere

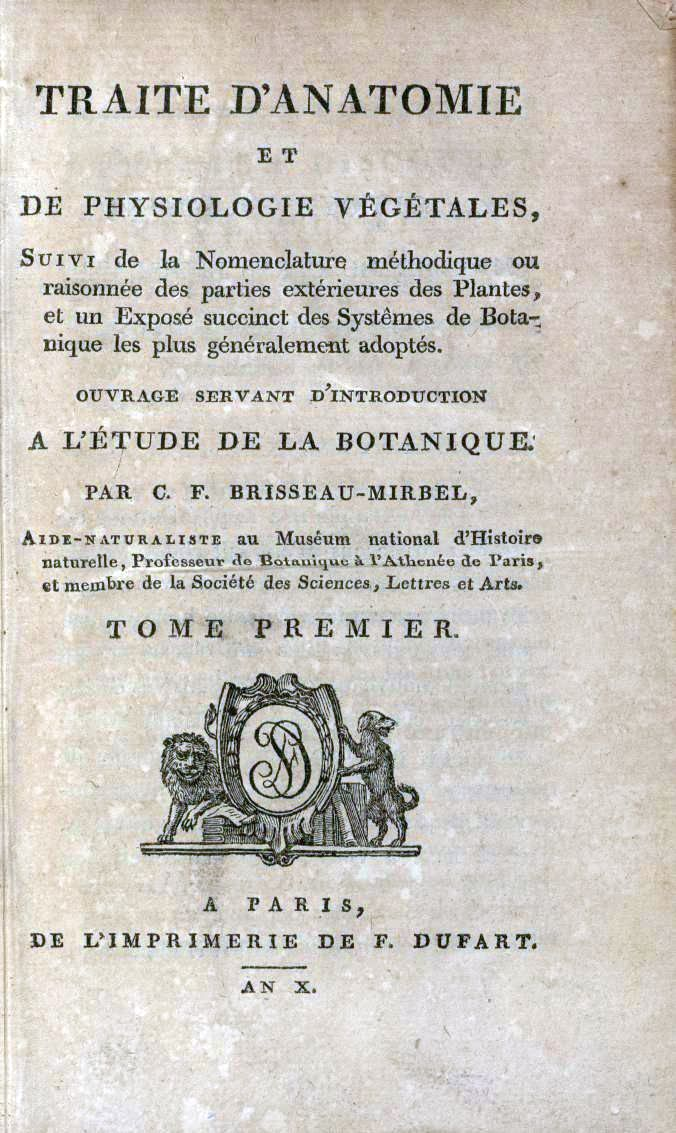
Traité d'anatomie et de physiologie végétales, 1801-1802

- (FR) Traité d'anatomie et de physiologie végétales, Paris, François Dufart, 1801-1802.
- (FR) Histoire naturelle, générale et particulière des plantes, 1802-1806.
- (FR) Exposition de la théorie de l'organisation végétale, 1809.
- (FR) Traité d'anatomie et de physiologie végétale, 1813.
- (FR) Élémens de physiologie végétale et de botanique, Paris, Magimel, 1815.